# Alpaida xavantina
Alpaida xavantina är en spindelart som beskrevs av Levi 1988. Alpaida xavantina ingår i släktet Alpaida och familjen hjulspindlar. Inga underarter finns listade i Catalogue of Life.